# Lectisternio

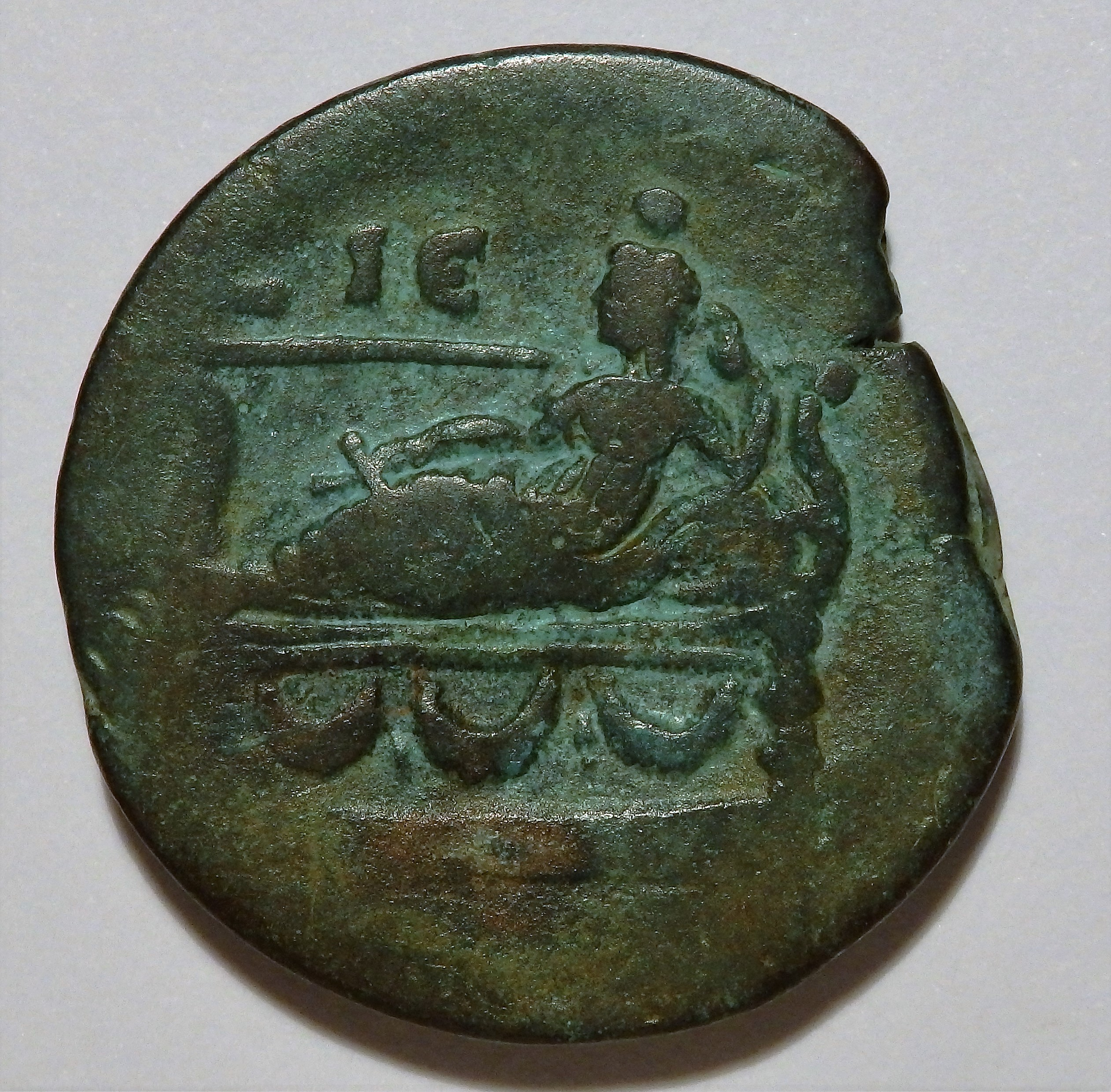
Lectisternio para Tique de una moneda de bronce de Alejandría.

El lectisternio fue una ceremonia religiosa practicada por los romanos en tiempos de calamidades públicas para que cesaran de afligirlos. 

## Desarrollo
Consistía en un festín o repetidos banquetes que en nombre y a expensas de la República se daban a las divinidades en sus templos mismos. Se ponía una gran mesa con muchas camas o lechos en derredor de ella, cubiertos con los más ricos tapices y hierbas odoríferas sobre las cuales se colocaban las estatuas de los dioses invitados al festín. Para las diosas se ponían sillas en lugar de lechos, por razón de decencia. Todo el tiempo que duraba la fiesta, que solía ser ocho días, se servía diariamente una comida espléndida que los sacerdotes cuidaban de preparar en la víspera. Los particulares que asistían a estos banquetes dejaban sus casas abiertas y con entera libertad para que cada uno pudiera tomarse lo que quisiera ejerciendo entonces particularmente la hospitalidad con toda clase de gentes conocidas, desconocidas y extranjeras. Al mismo tiempo cesaba toda especie de animosidad o resentimiento que se tuviese con cualquiera, paraban los pleitos, se ponía en libertad a los presos, etcétera.[cita requerida]

## Origen
Se ha creído generalmente que los lectisternios fueron de institución romana, pero Casaubon manifestó que las tomaron de los griegos, los cuales las adoptaron de los medas y otros pueblos orientales que tenían la costumbre de ofrecer a sus divinidades comidas magníficas que comían los sacerdotes por ellas.
El primer lectisternio celebrado en Roma fue en el año 399 a. C. después de un invierno riguroso seguido de un verano en el que la peste hizo perecer una multitud de ganado. La dirección y cuidado de esta fiesta fue confiada a los decenviros sibilinos hasta el año de Roma 558 en que se crearon los epulones a quienes se dio la superintendencia de todos los festines sagrados.
El nombre de lectisternio se tomó de la acción de preparar los lechos. Se conservan todavía algunas medallas que representan esta ceremonia expiatoria.